# Opisthoteuthis grimaldii
Opisthoteuthis grimaldii är en bläckfiskart som först beskrevs av Louis Joubin 1903.  Opisthoteuthis grimaldii ingår i släktet Opisthoteuthis och familjen Opisthoteuthidae. Inga underarter finns listade i Catalogue of Life.